# Gwinea na Letnich Igrzyskach Olimpijskich 1984
Gwineę na Letnich Igrzyskach Olimpijskich 1984 reprezentował 1 zawodnik. Był to 33-letni wówczas Abdoulaye Diallo.

## Skład kadry

### Judo
Mężczyźni
- Abdoulaye Diallo

waga półśrednia, do 81 kg (zajął 20. miejsce razem z trzynastoma innymi sportowcami)